# 大和路の恋
「大和路の恋」（やまとじのこい）は、2015年4月1日に発売された水森かおりの23作目のシングル。

## 解説
- 水森かおりのデビュー20周年記念曲。
- 奈良県・大和路（桜井市の三輪山・大神鳥居など）を舞台にしたご当地ソング。
- 楽曲のシングル盤は初回限定盤、通常盤、デビュー20周年特別盤の3種類がリリースされた。初回限定盤はDVDが付属している。

## 収録曲

### 通常盤・初回限定盤
1. 大和路の恋（4分48秒）
作詞：仁井谷俊也／作曲：弦哲也／編曲：前田俊明
2. 大和路の恋（オリジナル・カラオケ）
3. 大和路の恋（半音下げカラオケ）
4. 大和路の恋（半音下げカラオケ・ガイドメロ入り）
5. 大和路の恋（2コーラスカラオケ）
6. 恋人岬（4分20秒）
作詞：旦野いづみ／作曲：弦哲也／編曲：前田俊明
7. 恋人岬（オリジナル・カラオケ）
8. 恋人岬（半音下げカラオケ）
9. 恋人岬（半音下げカラオケ・ガイドメロ入り）

【初回限定盤・DVD収録内容】
1. 大和路の恋 プロモーションビデオ
2. 大和路の恋 字幕入りカラオケ映像
3. 20周年スペシャルインタビュー

### デビュー20周年特別盤
1. 大和路の恋（4分48秒）
作詞：仁井谷俊也／作曲：弦哲也／編曲：前田俊明
2. 大和路の恋（オリジナル・カラオケ）
3. 大和路の恋（半音下げカラオケ）
4. 大和路の恋（半音下げカラオケ・ガイドメロ入り）
5. 花恋文（4分16秒）
作詞：松井五郎／作曲：南こうせつ／編曲：佐藤準
6. 花恋文（オリジナル・カラオケ）
7. 花恋文（半音下げカラオケ）
8. 花恋文（半音下げカラオケ・ガイドメロ入り）
9. 虹の向こうに明日がある（4分12秒）
作詞：仁井谷俊也／作曲：弦哲也／編曲：伊戸のりお
※山川豊とのデュエット。
10. 虹の向こうに明日がある（オリジナル・カラオケ）
11. 虹の向こうに明日がある（男性用カラオケ）
12. 虹の向こうに明日がある（女性用カラオケ）